# Jind (distrikt)
Jīnd är ett distrikt i Indien.   Det ligger i delstaten Haryana, i den norra delen av landet, 130 km nordväst om huvudstaden New Delhi. Antalet invånare är 1 334 152.
Följande samhällen finns i Jīnd:
- Jind
- Narwāna
- Safidon
- Uchāna
- Julāna Shādipur